# エリョール・ガニエフ

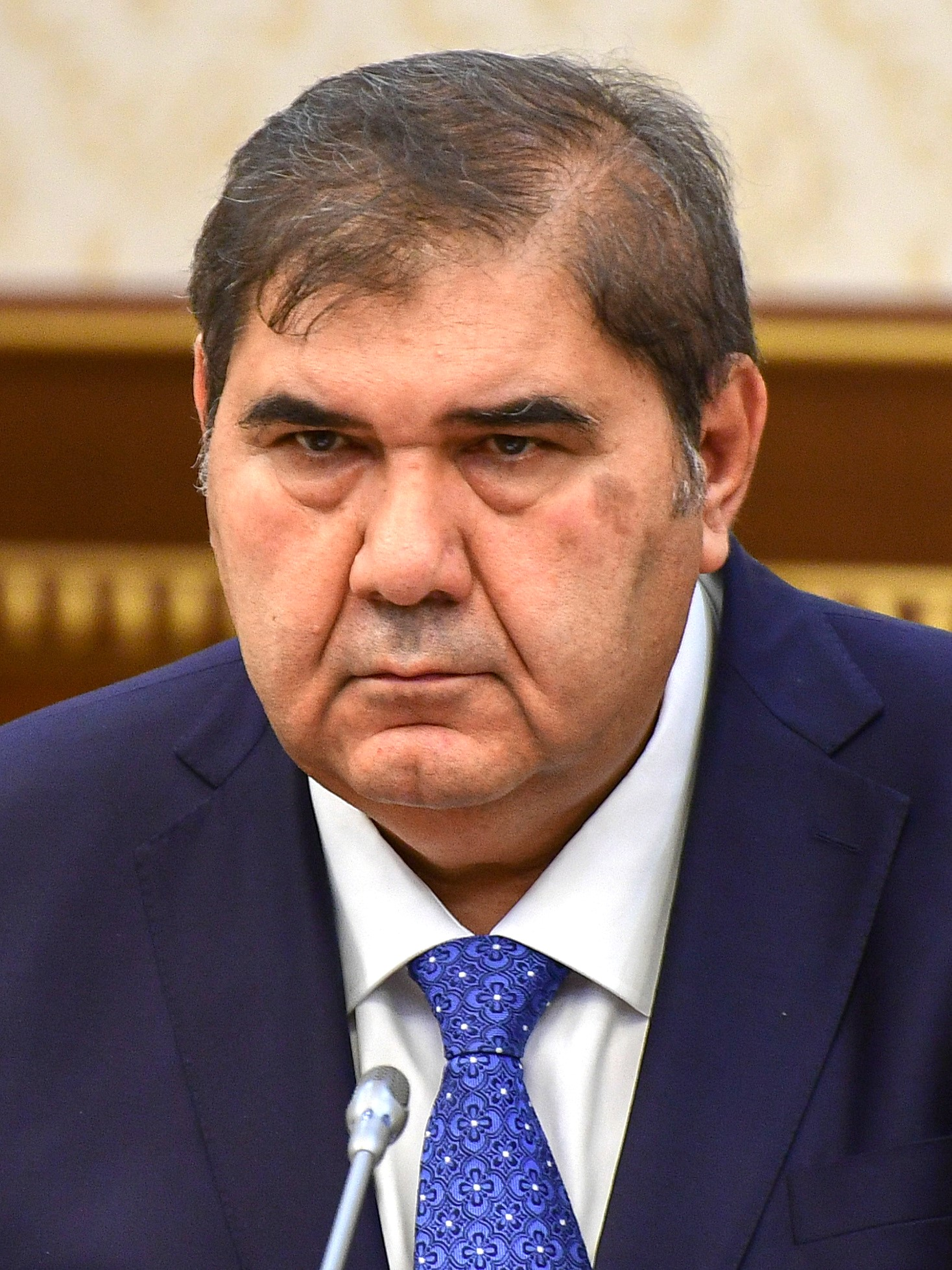
エリョール・ガニエフ (2019年)

エリョール・ガニエフ（ラテン文字:Elyor Ganiyev、キリル文字:Элёр Ғаниев、1960年1月7日 - ）は、ウズベキスタンの政治家。副首相、対外経済関係・投資・貿易相などを歴任した。

## 経歴
シルダリヤ州出身。1981年、地質学技師専攻でタシュケント工科大学石油・ガス学部を卒業。
ソ連軍に勤務した後、1990年にウズベキスタン国家対外経済・貿易関係委員会の先任報告官、後に対外経済関係省の局長、大統領附属戦略・地域間研究所の課長となる。
1994年から対外経済関係省の次官、第一次官、1998年から対外経済関係相。2002年10月23日、副首相兼対外経済関係複合体指導者兼対外経済関係局長官。2005年2月4日、副首相兼外務相兼対外関係問題複合体指導者。2006年7月12日、対外経済・投資・貿易相。
2009年、副首相に再任。2010年3月、副首相（対外経済関係・投資・貿易相、対外経済活動・外資誘致・生産現地化問題複合体指導者）に再任、2012年まで務めた。

## パーソナル
妻帯（再婚、自分の元秘書）、3児を有する。一説によれば、対外経済関係省入省までソ連国家保安委員会（KGB）、ウズベキスタン国家保安庁に勤務していたという。中佐。
ウズベキスタン共和国バレーボール連盟総裁。
「シュフラト」（栄光）勲章を受章。
| 公職                      | 公職                               | 公職                                |
| ------------------------- | ---------------------------------- | ----------------------------------- |
| 先代 ウラジーミル・ノロフ | ウズベキスタン外務大臣 2010 - 2012 | 次代 アブドゥルアズィーズ・カミロフ |
| 先代 サディク・サファエフ | ウズベキスタン外務大臣 2005 - 2006 | 次代 ウラジーミル・ノロフ           |